# Bob Marley & The Wailers diskografi

Bob Marleys stjärna på Hollywood Walk of Fame.

Detta är Bob Marley & The Wailers diskografi.

## Singlar (urval)
Neville Livingston, Robert Marley och Peter McIntosh, som de kallade sig då, bildade The Teenagers (senare The Wailing Wailers och därefter The Wailers) 1963, och Junior Braithwaite och Beverly Kelso hakade snart på. Då var Marley den ende med studioerfarenhet och den ende som gett ut en singel, och Peter var den ende som kunde spela ett instrument. Om inte annat anges är under åren 1964 - 1973 Bob Marley förstesångare medan Peter Tosh, Neville Livingston (Bunny Wailer) samt Junior Braithwaite (slutade 1964) och Beverly Kelso (slutade 1965 eftersom hon inte orkade med Marleys "hårda krav på perfektion") svarade för harmonierna. Kompband var oftast olika fraktioner av The Skatalites. När Bob Marley var i Delaware, USA, från februari till oktober 1966 ersattes han av Constantine "Dream Vision" Walker. I annat fall är någon av de andra förstesångare, vilket anges så vitt det är möjligt att hitta uppgifterna. Peter Tosh sjöng även in flera singlar som solosångare, det vill säga utan att ha de andra som kör, vilket motsäger uttalanden som att "Peter Tosh var under 1960-talet nöjd med att stå i skuggan av Bob Marley". 

### 1962
(Alla låtar producerade av Leslie Kong, skivmärket Beverly's som Robert Marley
- Do You Still Love Me/Instrumental version
- Judge Not som Bobby Marten
- One Cup Of Coffee
- Terror (outgiven)

### 1963
(Alla låtar producerade av Clement "Coxsone" Dodd i Studio One)
- Christmas Is Here
- Climb The Ladder (innehåller textraden "the harder they come, the harder they fsll" precis som i Jimmy Cliffs hit och långfilm från början av 1970-talet)
- Destiny
- Do You Remember
- I Don't Need Your Love (B-sida till Simmer Down)
- I'm Going Home
- Mr. Talkative
- Simmer Down (B. Marley) (LEAD: Bob Marley) (HARMONIES: Peter Tosh, Bunny Wailer, Junior Braithwaite, Beverley Kelso) (BAND: The Skatalites) (PRODUCENT: Dodd) (STUDIO: Studio One.) SIDA A: I Don’t Need Your Love, SIDA B: Simmer Down. Andra pressningen – SIDA A: Simmer Down, SIDA B: I Don't Need Your Love. 80 000 singlar sålda i Jamaica. I Storbritannien släpptes singeln i början av 1965 på skivmärket Ska Beat, ytterligare 20 000 singlar såldes utanför Jamaica.
- Straight and Narrow
- Tell Them Lord
- Your Love

### 1964
(Alla låtar producerade av Clement "Coxsone" Dodd i Studio One)
- Dance With Me
- Donna
- Go Jimmy Go
- I Made A Mistake
- I Need You
- Lonesome Feelings
- Love Won't Be Mine This Way
- Nobody Knows
- Oh My Darling
- Teenager In Love
- There She Goes
- True Confessions
- Where Will I Find
- Wings Of A Dove

- Amen (Peter Tosh)
- Don’t You Ever Leave Me (Aka Don't Ever Leave Me – Junior Brathwaite, låten skriven av Bob Marley).
- It Hurts To Be Alone (Junior Braithwaite. Även på singel 1968, 1969)
- Habits (Peter Tosh)
- Hoot Nanny Hoot (Peter Tosh)
- Lemon Tree (Peter Tosh)
- Lonesome Feeling (Bunny Wailer. Även på singel 1968)
- Maga Dog (Peter Tosh. Även på singel 1971)
- Straight And Narrow Way (Junior Braithwaite. Låten skriven av Bob Marley)
- There She Goes (Junior Braithwaite. Även på singel 1968)

### 1965
(Alla låtar producerade av Clement "Coxsone" Dodd i Studio One)
- And I Love Her
- Another Dance
- Cry To Me
- Diamond Baby
- Do It Right
- Do You Feel The Same Way Too
- Good Good Rudie
- Guajira Ska
- Hooligans
- I Left My Sins
- I'm Gonna Put It On
- I'm Still Waiting
- Just In Time
- Let The Lord Be Seen In You
- Lonesome Track
- Love And Affection
- One Love
- Playboy
- Rude Boy
- Ska Jerk
- Somewhere To Lay My Head
- Ten Commandments of Love
- The Jerk
- Wages of Love
- What's New Pussycat
- Where Is My Mother
- Where's The Girl For Me
- White Christmas

- Hoot Nanny Hoot (Peter Tosh)
- Jumbie Jamboree (Peter Tosh)
- Shame And Scandal (Peter Tosh)
- This Train (Peter Tosh & Bunny Wailer)
- Good Good Rudie (ofta felaktigt kallad Ruddie Boy, Jailhouse, Rudie, m.m.) (Bunny Wailer; harmonier: Peter Tosh och Constantine Walker.)
- The Vow (Bunny Wailer & Rita Anderson (Marley))
- One More Chance (Rita Anderson (Marley); harmonier: Constantine Walker, Marlene Gifford, Bob Marley, Peter Tosh och Bunny Wailer.

### 1966
I oktober 1966 återvände Bob från sin mor i Delaware i USA, där han vistats sedan februari samma år och bland annat arbetat nattskift som truckförare vid bilfabriken. Detta arbete och en rad andra hade gett honom tillräckligt med pengar för att starta The Wailers första egna skivbolag, som gav dem kontroll över produktionen av sina egna kompositioner. Peter Tosh gick in med pengar som härrörde från skivinspelningar vid sidan av The Wailers; det är inte känt hur Neville (Bunny) Livingston fick fram sin andel. De lämnade Dodds artiststall omedelbart. De kallade sin etikett Wail'n Soul'm (registrerad i januari 1967) och deras logotyp visade tre händer i en tresidig omfamning.
Ungefär 45 singlar med The Wailers släppte mellan 1966 och 1969 på det egna skivmärket Wail'N Soul'M. Förutom dessa släpptes två singlar med andra artister: "Gee Whiz" med Esete och "Medley"/ "Version" med I Thess  som bestod av den redan då, genom sina hitar med Bob Andy ("Young, Giftet and Black") internationellt kända Marcia Grifftiths , före detta gymnasten och danserskan Judy Mowatt och Bobs hustru Rita Marley.
Från slutet av 1966 var The Wailers sina egna, även om de givetvis inte hade någon egen inspelningsstudio och inga egna musiker (det vill säga de var inget band). De samarbetade därför med producenter som Lee Perry och Leslie Kong. Eftersom han var i USA större delen av året spelade Marley endast in två singlar detta år:
1. Bend Down Low/But I Do
2. Freedom Time

Den 21 april 1966 inledde Etiopiens kejsare Haile Selassie I sitt statsbesök på Jamaica, en händelse som Bob Marley missade eftersom han var i USA. Hans hustru Rita konverterade emellertid omedelbart från kristendomen till rastafari när hon såg kejsaren. Hon tyckte sig se hål efter spikar i hans händer när han såg rakt in i hennes ögon, medan tiden stannade ett ögonblick tills han fortsatte att vinka till människorna på de fullpackade trottoarerna från sin öppna bil som omgiven av polismotorcyklar var på väg till en mottagning som Jamaicas 82-årige statsminister Sir Alexander Bustamante hade anordnat. Överallt fanns det rastafarianer med skyltar där det stod "Selassie is Christ", "King of Kings" and "God Anointed". Peter och Bunny tog också intryck, och Peter spelade in låten "Rasta Shook Them Up". Ankomsten hade varit kalabalikartad. När kejsarens plan hade landat på Norman Manley Airport och han skulle gå av planet möttes han av tiotusentals mässande rastafarianer som såg honom som en gud som kommit för att ta slavättlingarna bort ifrån fattigdomen på Jamaica och återbörda dem till Afrika, vilket han inte då visste. Kejsaren blev förskräckt och vägrade lämna flygplanet förrän hans säkerhet kunde garanteras. Många jamaicaner blev också uppskakade – de hade inte haft en aning om att de marginaliserade rastafarianerna på ön var så många. Rastafarianerna mässade "King of Kings, Lords of Lords, Halleluljah! The conquering lion of Judah, Hallelujah!" Luften var mättad av marijuanarök. Så småningom fick den 73-årige kristne kejsaren situationen klar för sig och han blev då djupt rörd. Han lämnade lugnt planet och promenerade oberörd de få stegen till den kortgebil som körts fram. Någon militärorkester kunde inte spela i larmet och de flickkör som skulle sjunga fick i all hast ställa in. Under statsbesöket träffade kejsaren rastafariäldste och diskuterade med dem, något som medförde att rastafarianernas status sköt i höjden. Många artister började intressera sig för rastafari och flera bytte ut sina afrofrisyrer mot dreadlocks., 

#### Wailers-singlar 1966 utan Bob Marley
Följande inspelningar 1966 gjordes utan Bob Marley mellan februari och oktober 1966. Constantine "Dream Vision" Walker, Rita Marleys kusin och medlem i hennes grupp The Soulettes, ersatte Marley i The Wailers under denna tid. 1966 var året då rocksteady i stor utsträckning ersatte ska som dominerande inhemsk populärmusik på Jamaica.
1. Climb The Ladder (återutgivning – Marleys röst från 1963, men med nytt komp)/Climb The Ladder (instrumental version)
2. Cry To Me (återutgivning – Marleys röst från 1965, men med nytt komp)

- Blowing In The Wind
- Can't You See (Tosh)
- Cry To Me (Walker)
- Dance With Me (Bunny Livingston))
- Destiny (Bunny Livingston)
- Dancing Shoes (Bunny Livingston)/Climb The Ladder (här sjunger Bunny Livingston på B-sidan av singeln)
- Don't Look Back (Peter Tosh; världshit 1978 då Tosh sjunger låten tillsammans med Mick Jagger)
- Dreamland (Bunny Wailers-Livingstons låt, som blivit en central reggaeklassiker som framförs av konserter av många artister)
- He Who Feels It Knows It
- I Need You
- I Stand Predominant
- Jerking Time
- Lemon Tree
- Let Him Go (Rude Boy-ska med Bunny Wailer)
- Little Boy Blue
- Making Love
- Rasta Shook Them Up (Tosh. Wailers första låt med rastafarianskt inslag i lyriken)
- Rock Sweet Rock
- Rolling Stone
- Sentimental Journey
- Sinner Man ("Downpressor Man" på Peter Tosh LP Equal Rights 1977)
- Sunday Morning
- (I Am) The Toughest (av Tosh, blev senare en reggaeklassiker)
- Treat Me Good (omvandlades senare till Tosh klssiker "Stepping Razor")
- What Am I Supposed To Do
- When The Well Runs Dry (Tosh)

### 1967
Under början av året började Marley, Tosh och Livingstone som egna företagare i musikbranschen. I december 1966 spelade de in Marleys "Bend Down Low" på Studio One – och den blev den första hit de haft på länge. Intäkterna av "Bend Down Low" tillsammans med de tre sångarnas respektive besparingar medförde att de kunde registrera sitt eget skivmärke, Wail'n Soul'm. Namnet är en sammandragning av Wailers and Soulettes music, och omkring 45 singlar skulle komma att ges ut på detta skivmärke. Satsningen skulle dock komma att bli ett kommersiellt fiasko.
Ganska snart fick de försörja sig som låtskrivare till andra artister som nått stjärnstatus inom den nya stilen rocksteady – som Wailers var sena med att ta upp. Senare under 1967 träffade Marley den amerikanske artisten Johnny Nash – en soulstjärna som befann sig på Jamaica för att söka inspiration i den nya rocksteady-musiken. Under en kväll sjunger Marley upp låt efter låt för Nash, som blir mäkta imponerad. Genom Nash Manager Danny Simms skrivs kontrakt om att Nash/Simms ska marknadsföra och eventuellt spela in en del av Marleys musik i USA. Marley skriver låten "Stir IT UP", som Nash får en hit med 1972, framför allt i Storbritannien men även i USA.
Alla låtar nedan har The Wailers som producenter. Rent funktionellt gick det till så att Wailers hyrde tid på olika inspelningsstudior i Kingston och då även musiker. Inspelningen av en singel blev ofta klar på en dag
Nypressning av Marleys två låtar från slutet av 1966:
1. Bend Down Low (Bob Marley And The Wailers With The Soul Brothers) - blev en hit
2. Freedom Town ((Bob Marley And The Wailers With The Soul Brothers)

- Bus Dem Shut
- Hammer
- Hypocrites
- Lyrical Satyrical
- Mellow Mood
- Nice Time
- Pound Get A
- Stir It Up¹
- Thank You Lord

"Stir It Up" spelades in av Marleys nye vän, den amerikanske sångaren Johnny Nash, och blev en mindre kommersiell framgång i USA och Europa.
- Funeral (Peter Tosh)
- This Train (Bunny Livingston)

### 1968
- Back Against The Wall
- Don't Rock My Boat
- Fire Fire
- I'm Hurting Inside
- Play Play Play
- The Lord Will Make A Way

Nedanstående låtar producerades av Arthur Jenkins och Joe Venneri (artistiskt) och Danny Sims (ekonomiskt). Det innebar att The Wailers spelade in låtarna i Kingston, Jamaica. Masterbanden flögs sedan till New York. Där behöll man sångarnas röster, men all musik spelades in på nytt. Även bakgrundskören byttes ut. En orsak var att det ännu inte fanns någon inspelningsstudio på Jamaica som kunde spela in musik i stereo. Teamet i USA misslyckades fullständigt med att få de amerikanska radiostationerna att spela The Wailers musik, aå endast en enda singel med låtarna "Bend Down Low" och "Mellow Mood" pressades i en större mängd, men den sålde inte alls. Samma år som Marley avled, 1981, släpptes emellertid LP:n Chances Are med åtta av de låtar som Marley hade sjungit 19 1968-72 in med Jenkins-Venneri-Sims som producenter. Skivan redovisas längre ned i denna diskografi. Denna något smöriga LP togs inte väl emot av fansen som var vana vid den rebelliske reggaeikonen Bob Marley.
Producerade av JAD(Joe Venneri, Arthur Jenkins och Danny Sims)
- Bend Down Low
- Chances Are
- Fallin' In And Out Of Love
- Gonna Get You
- Hammer
- How Many Times, also known as * Pale Moon Night
- It Hurts To Be Alone
- Lonely Girl
- Lonesome Feelings
- Mellow Mood
- Milk Shake and Potato Chips
- Nice Time
- Put It On
- Rock Steady
- Soul Almighty
- Soul Rebel
- Splish For My Splash
- Stay With Me
- Stranger On The Shore
- There She Goes
- Touch Me
- Treat You right
- What Goes Around Comes Around
- You Think I Have No Feelings
- You Say I Have No Feelings [alternativ version]

Med Peter Tosh som huvudsångare, Marley i kören:
- Dem A Fi Get A Beatin' (Tosh)
- Funeral (Tosh)
- Stepping Razor (Tosh)
- Mus Get A Beaten (Tosh)
- Fire Fire (Tosh)
- Love (Tosh)
- The World Is Changing (Tosh)

Inspelade hos Mortimo Planning
- A Little Prayer
- Selassie Is The Chapel

### 1969
Producerade av The Wailers
- Feel Alright (Marley)
- Rhythm (Marley)
- Tread Oh (Livingstone)

Producerade av Ted Powder, inspelade i Federal Studio
- Adam And Eve (Marley)
- Thank You Lord (Marley)
- Wisdom (Marley)
- This Train (Tosh)

### 1970
Mellan den 29 april och den 19 maj 1970 hade Marley, Tosh och Wailer samarbetat med den kinesisk-jamaicanske producenten Leslie Kong och spelat in 12 låtar på Dynamic Sounds Studio i Kingston.
Producerat av Leslie Kong på Dynamic Sounds Studio
1. Baby Baby Come Home (Bob Marley huvudsångare)
2. Back Out (Marley)
3. Can't You See (Peter Tosh)
4. Caution (Marley)
5. Cheer Up (Marley)
6. Do It Twice (Marley
7. Go Tell It On The Mountain (Tosh)
8. Soon Come (Tosh)
9. Sophisticated Psychedelication (Marley)
10. Soul Captives (Marley)
11. Soul Shake Down Party (Marley)
12. Stop The Train (Tosh)

Det fantastiska hade inträffat att de skulle få göra ett LP-album, det första sedan The Wailing Wailers 1965, under ska-eran. Nu skulle de slå igenom som reggaeartister och äntligen börja dra in lite pengar och sluta leva i ovisshet på svältgränsen. Leslie Kong valde att kalla albumet The Best of The Wailers eftersom Marley och de två andra hade en sådan mängd låtar att välja mellan – inspelade och utgivna, inspelade och outgivna och helt nya låtar färdiga för inspelning. Musiker var Gladdy's Allstars ledda av keyboardisten Gladstone "Gladdy" Anderson – en grupp som under ett helt annat namn, The Upsetters, och producerade av den nye, energiske reggaeproducenten Lee "Scratch" Perry hade tagit sig in på toppen av de engelska listorna 1969 med "Return of Django". Peter Tosh låtar på albumet The Best of The Wailers hade däremot spelats in med ett nytt The Upsetters som band, en grupp musiker som nämnde Perry hade satt ihop med bröderna Aston Barrett (elbas) och Carlton Barrett (trummor) som nav. Tyvärr avled Leslie Kong innan han hunnit börja marknadsföra The Wailers album, och Marley, Tosh och Livingston/Wailer var utan inkomster igen.. Låtarna på The Best of The Wailers framgår av en tabell längre fram i denna artikel. De singlar med Marley som huvudsångare som släpptes innan LP:n till slut började säljas var:
- Soul Shake Down Party
- Soul Shake Down Party version
- Caution

- Keep On Skanking (fanns inte med på albumet, men som B-sida till en s.k. maxi-singel.)[11]

Med Peter Tosh som huvudsångare:
- Soon Come
- Soon Come version

"Soul Shake Down Party" och nio andra låtar från The Best Of The Wailers, med Marley respektive Tosh som huvudsångare, gavs efter Marleys död ut igen 1983 på en LP med namnet In The Beginning (Psycho Records)
The Wailers fortsatte att streta på som vanligt vid sidan av arbetet med LP-albumet. De hade en liten självproduktion med utgivning på det egna skivmärket, men accepterade även att sjunga och spela in det som andra föreslog och som skulle ha en större kommersiell genomslagskraft. Bob och Rita Marley spelade in låten "Hold On To This Feeling" två gånger, dels som en egenproduktion av The Wailers och dels i studion Randys.
Bob Marley tillsammans med The Upsetters:
- Black Progress

The Wailers egenproduktion med olika producenter och studior
- Comma Comma (Bob Marley huvudsångare)
- Hold On To This Feeling (Bob och Rita Marley
- Oppressor Man (Peter Tosh)
- The Letter (Peter Tosh)
- Trouble Dub (The Wailers)
- Trouble On The Road Again (Bob Marley)
- High Tide Or Low Tide (Bob Marley)

Producerat av Studio 17 (Randys)
Randys var då en relativt ny inspelningsstudio, startad av Vincent Chin och hans hustru Patricia (VP) i Kingston med pengar som de skrapat ihop genom att ha tillhandahållit s.k. sound systems i över ett decennium och haft rätten att sälja gamla hitsinglar.)
Bob Marley huvudsångare:
- Sugar Sugar
- Field Marshall No Parshall

Bob Marley och hustrun Rita huvudsångare:
- Hold On To This Feeling

Producerat av Bunny Lee
- Mr. Chatterbox (The Wailers kallade sig "The Interns" när denna singel först pressades)
- No Love (Tosh)

#### Augusti 1970 -- maj 1971 -- samarbetet med Lee "Scratch" Perry
Mellan augusti 1970 och början av maj 1971 hade The Wailers ett kortvarigt och intensivt samarbete med den då nye och mest innovative reggaeproducenten på Jamaica: Lee "Scratch" Perry. De tre sångarna och Perry hade samarbetat tidigare eftersom de alla hade varit anställda av Coxson Dodd och spelat in i dennes Studio One, och de hade alla av missnöje lämnat Dodd.
Perry hade vid denna tidpunkt ännu inte byggt sin legendariska inspelningsstudio Black Ark, men han hade en skivaffär med en repetitionslokal på baksidan där grunden till låtarna lades och demoinspelningar kunde göras. Bob Marley hade våren 1970 spelat in låten "Black Progress" med The Upsetters, ett kompband som Perry höll sig med. Det var till 90 procent ett samarbete mellan Marley och Perry, de låste till och med in sig för att inte bli störda, och detta var givetvis inte Peter Tosh och Bunny Wailer glada åt.
The Wailers samarbete med Perry resulterade initialt i tre LP-album: Soul Rebels 1970 och Soul Revolution respektive Soul Revolution Part II 1971, på Perrys skivmärke Upsetter. Perry sålde inte långt senare rättigheterna till Trojan Records för att få musiken såld i Storbritannien och Europa. Detta skivbolag valde ut ett antal av låtarna och pressade de två LP-albumen African Herbsman (1973) och Rasta Revolution (1974). Därefter har de låtar som Perry producerade släppts i otaliga utgåvor under namnet Bob Marley, med många skivbolag involverade.
Producerade av Lee "Scratch" Perry och The Wailers 1970
- 400 Years (Tosh)
- Axe Man (Marley)
- Corner Stone (Marley)
- Duppy Conqueror (Marley)
- It's Alright (Marley)
- Jah Is Mighty (Marley)
- Long Long Winter (Marley)
- Man To Man (Marley)
- My Cup (Marley)
- No Sympathy (Marley)
- No Water (Marley)
- Picture On The Wall (w/Carl Dawkins)
- Put It On (Marley)
- Reaction (Marley)
- Rebel's Hop (Marley)
- Run For Cover (Marley)
- Shocks Of Mighty (Marley)
- Small Axe (Marley)
- Soul Almighty (Marley)
- Soul Rebel (Marley)
- Try Me (Marley)

### 1971

#### Augusti 1970 -- maj 1971 -- samarbetet med Lee "Scratch" Perry, forts.
Producerade av Lee "Scratch" Perry 1971
- African Herbsman (Marley)
- All In One (Marley)
- Brainwashing (Marley)
- Brand New Secondhand (Tosh)
- Downpressor (Tosh)
- Dreamland (Bunny Wailer)
- Fussing and Fighting (Marley)
- In The Iway (ingen uppgift)
- Kaya (Marley sjunger, båda har hävdat att de skrivit låten)
- Keep On Moving (Marley)
- Keep On Skanking (Marley)
- Memphis (Marley)
- Riding High (Marley)
- Stand Alone (Marley)
- Turn Me Loose (Marley)
- Who Is Mister Brown / Mr Brown (Marley sjunger, Marley och Bunny Wailer skrev låten)

Producerade av Lee "Scratch" Perry och The Wailers 1971
- Don't Rock My Boat (Marley)
- I Know A Place Where We Can Carry On (Marley, gavs ut efter hans död)
- I Like It Like This (Marley)
- Love Light (Marley)
- Natural Mystic (Marley)
- Natural Mystic version
- Rainbow Country (Marley, remastrad av Perry 1977)
- Send Me That Love (Marley huvudsångare, Marley och Perry skrev låten)
- Sun Is Shining (Marley)
- Who Colt The Game (Marley)

#### Övriga låtar 1971
The Wailers egenproduktion
- Back Biter (Marley)
- Concrete Jungle (Marley)
- Craven Choke Puppy (Marley)
- Guava Jelly (Marley)
- Hammer (Marley)
- How Many Times (Marley)
- I'm Still Wailing (Marley, The Wailers tillsammans skrev låten)
- It Hurts To Be Alone (Marley)
- Lick Samba (Marley)
- Lively Up Yourself (Marley)
- Music Lesson (Marley)
- Redder Than Red (Marley)
- Rocking Steady (Marley)
- Satisfy My Soul Babe (Marley)
- Satisfy My Soul Jah Jah (Marley)
- Screw Face (Marley)
- Trench Town Rock (Marley)
- Why Should I (Marley)

Producerade av Johnny Nash
- Dance Do The Reggae
- I'm Hurting Inside
- Oh Lord I Got To Get There
- Reggae On Broadway

### 1972
Vid brytningen med Perry ombildades vokalistgruppen The Wailers till reggaebandet The Wailers genom att Marley, Tosh och Wailer tog med sig basisten Aston Barrett och trummisen Carlton Barrett från Perrys studioband The Upsetters. De flesta av låtarna till första LP:n på Island Records -- Catch A Fire -- skrevs och spelades in 1972, men spelades in på nytt med bättre teknik 1973 när kontraktet med Island Records var i hamn.
The Wailers egenproduktion
- 400 Years (Peter Tosh huvudsångare)
- All Day All Night (Bob Marley)
- Back Against The Wall (Blev senare låten "Heathen") (Bob Marley)
- Concrete Jungle (Bob Marley)
- Kinky Reggae (Bob Marley)
- Midnight Ravers (Bob Marley)
- No More Trouble (Bob Marley)
- Pass It On (Bunny Wailer)
- Rock It Babe (Bob Marley)
- Slave Driver (Bob Marley)
- Stir It Up (Bob Marley)
- Stop That Train (Peter Tosh)

### The Wailers / Bob Marley and The Wailers
- 1973 – Get Up Stand Up/Slave Driver
- 1973 – Kinky Reggae
- 1973 – Rock It Baby
- 1974 – Knotty Dread/Knotty Dread Version
- 1974 – No Woman, No Cry/Kinky Reggae
- 1974 – So Jah Seh/Natty Dread
- 1975 – Jah Live/Concrete
- 1975 – Johnny Was/Cry To Me
- 1975 – Rat Race/Rat Race part 2
- 1976 – War (Bob Marley)
- 1976 – Roots, Rock, Reggae/War
- 1976 – Roots, Rock, Reggae/Stir It Up
- 1976 – Smile Jamaica/Smile Jamaica part 2
- 1977 – Exodus
- 1977 – Jamming/Punky Reggae Party
- 1977 – Kaya/She's Gone
- 1977 – One Love/People Get Ready
- 1977 – Punky Reggae Party/Is This Dub
- 1977 – Rainbow Country/Lama Lava (Augustus Pablo & The Upsetters
- 1977 – Rainbow Country/Rainbow Country
- 1977 – Three Little Birds/Three Little Birds Dub
- 1977 – Waiting In Vain/Roots
- 1978 – Satisfy My Soul/Smile Jamaica
- 1978 – Sun Is Shining
- 1978 – Is This Love/Crisis Version
- 1979 – Africa Unite/Wake Up And Live
- 1979 – Ambush/Ambush Version
- 1977 – One Drop/One Dub
- 1979 – Rastaman Live Up/Don't Give Up
- 1979 – So Much Trouble In The World/So Much Trouble In The World Instrumental
- 1979 – Stir It Up/Rat Race
- 1979 – Zimbabwe/Survival
- 1980 – Bad Card/Rub A Dub Style
- 1980 – Coming In From The Cold/Dubbing In The Cold
- 1980 – Could You Be Loved/Africa Unite
- 1980 – Could You Be Loved/One Drop
- 1980 – Redemption Song/Redemption Song Band Version
- 1980 – Redemption Song/Zion Express
- 1980 – Work/Guided Missile
- 1981 – I Know/I Know Dub
- 1981 – Reggae On Broadway/Gonna Get You
- 1981 – Thank You Lord/Wisdom
- 1982 – Trenchtown/Dub In Trenchtown
- 1983 – Buffalo Soldier/Buffalo Dub
- 1983 – Waiting In Vain/Black Man Redemption
- 1984 – One Love - People Get Ready/So Much Trouble In The World
- 1992 – Iron Lion Zion/Smile Jamaica
- 1992 – Why Should I/Iron Lion Zion
- 1995 – Keep On Moving radio edit/Keep On Moving Sly and Robbie Mix
- 2001 – I Know A Place
- 2005 – Slogans

- Det finns en uptempo-version av låten "Buffalo Soldier", Kings sporty mix, som bl.a. kan hittas på Youtube (Kings Sporys Buffalo Soldier). Det är inte bara musiken och rytmen som går fortare, utan även Marley själv sjunger snabbare. Det är oklart om denna låt, som har dåligt ljud, finns inspelad på någon singel eller om det är mixning som gjorts av en radiostation. Versionen finns inte på något fullängdsalbum.

## Officiella studioalbum
Med "officiella album" avses fullängdsalbum (LP-skivor) som gavs ut under Bob Marleys livstid. Undantaget är Confrontation, som hustrun Rita Marley producerade genom att välja ut tio låtar bland dem som Marley av någon anledning ratat till förmån för andra låtar på sina album, och som Tuff Gong/Island släppte två år efter Marleys död 1981. "Officiella album" är givetvis även de CD-skivor med samma namn som gavs ut när LP-skivorna ersattes av skivor med digitalt lagrat innehåll. På CD-albumen har ofta en eller ett par låtar, kallade "bonuslåtar", från ungefär samma år lagts till. Bland de erkända albumen ingår således hela serien på nio studioalbum från Catch A Fire till Confrontation samt två livealbum – alla producerade och distribuerade av Marleys Tuff Gong och/eller Chris Blackwells Island Records.
Förutom albumen i "Island-serien" 1973 - 1983 har fem övriga album i tabellen nedan givits status som officiella. När de gavs ut under 1960-talet och början av 1970-talet innehöll de faktiskt nyinspelningar eller singel-låtar som aldrig getts ut på LP tidigare. Därför klassificeras de här som "studioalbum" med samma status som Island/Tuff Gong-albumen.
De skivor det handlar om är en ska-LP – The Wailing Wailers – producerad 1965 av Clement Dodd i hans Studio One. Det innehåller 12 utvalda låtar av de över 100 ska-låtar som The Wailers sjöng in mellan december 1963 och oktober 1966, oftast kompade av The Skatalites. Bland de 12 finns den lokala megahiten "Simmer Down". Nästa album är ett av Leslie Kong producerat rocksteady/reggae-album, som trots främst Bunny Wailers protester döptes till The Best of The Wailers (1971) av Kong. Det var i själva verket inte något "best of-album", utan en helt ny och tänkt första LP av flera med nyskrivna låtar eller reggae-versioner av tidigare skalåtar. , samt tre LP-album som släpptes av Lee "Scratch" Perry – Soul Rebels (1970), Soul Revolution (1971) och Soul Revolution Part 2 (1971) under samarbetet mellan The Wailers och Lee "Scratch" Perry/The Upsetters mellan augusti 1970 och april 1971. Det var ett mycket fruktbart kompanjonskap som avbröts i osämja på grund av att Perry sålt, eller 'leasat' låtar till skivbolaget Trojan Records, som några år senare släppte två album i Storbritannien (African Herbsman och Rasta Revolution) trots att upphovsrätten var oklar.
Det har förts en stundtals livlig diskussion om vem som skrev de låtar som The Wailers spelade in med Lee "Scratch" Perry som producent och med The Upsetters som band. Perrys egen studio – The Black Ark – var inte byggd än, så låtarna spelades in på Byron Lees Dynamic Sounds Studio & Randy's Studio 17, som i början av 1970-talet ansågs vara bäst i Kingston, Jamaica. Bara några få av låtarna är inspelade i stereo, vilket säger någonting om villkoren i musikbranschen på Jamaica vid den tidpunkten. Bunny Wailer säger att "Perry skrev aldrig nånting, inte en rad", angående texterna. Bunny Wailer hävdar också att alla tre i The Wailers skrev alla låtarna tillsammans. Aston Barrett, basisten, berättar att Bob och Scratch brukade dra sig tillbaka till ett privat rum på övervåningen av skivbutiken Randy's för att arbeta med melodier och texter. Alla, även Peter och Bunny, förstod att de inte fick störas under några som helst omständigheter. När de kom ut höll man "sessioner" för att bandet och sångarna skulle lära sig låtarna. Perry bandade mycket även när låten inte var riktigt klar. Det är därför det finns så många "alternative takes" av en låt. Perry hade kontakter med engelska skivbolag som Trojan.
De album som Kong, Dodd och Perry producerade gavs ut i liten upplaga och blev efter The Wailers internationella genombrott på Island Records helt slutsålda. Under 1970-talet pressades därför nya, av andra bolag som kommit över rättigheterna. Clement Dodd lät vännen Nate McCalla förbättra ljudet på 20 av The Wailers ska-låtar från 1963 till 1967 och släppa en dubbel-LP 1976 vid namn The Birth Of A Legend med 20 skalåtar med Wailing Wailers. Marley är lead singer på 14 av låtarna. LP:n The Best Of The Wailers gavs ut igen 197 under namnet In The Beginning. De låtar som Perry överlåtit till Trojan utgavs som två LP-album i två omgångar, 1973 och 1977, och eftersom Marley hade hunnut bli känd kallades bandet Bob Marley & The Wailers i stället för bara Wailers – African Herbsman (1973; 1977) och Rasta Revolution (1974; 1977). The Best Of The Wailers gavs ut som Bob Marley & The Wailers in the beginning (1981).
Medan Marley levde (fram till maj 1981) var mängden "Början på legenden-album" begränsat, men efter Marleys död har nu (december 2009) över 100 samlingsalbum med låtar som inte Marleys skivbolag Tuff Gong och Island records getts ut. De innehåller alla ungefär samma låtar i olika blandningar, de flesta inspelade av Lee "Scratch" Perry innan denne hade byggt sin egen studio – The Black Ark och inte sällan har utgivarna nosat fram någon ännu inte återutgiven och ganska bra låt, som till exempel "Rainbow Country", eller någon alternativ inspelning av låt. Tack vare det stora antalet specialintresserade som samlar på all musik som Marley spelat in, är det möjligt att sälja album med en ny och 19 gamla och uttjatade låtar. Före Internets genombrott fanns det dessutom inte något annat sätt för Marley-fanet att få tag i låten än att köpa skivan. De officiella samlingsalbum som redovisas nedan har getts ut med medgivande från Tuff Gong, det vill säga av de efterlevande som förvaltar arvet efter Robert Nesta Marley.
| Album | Band                     | Producent/Studiotekniker                                                                  | Utgavs         | Skivmärke        |
| --- | ------------------------ | ----------------------------------------------------------------------------------------- | -------------- | ---------------- |
| The Wailing Wailers | The Wailers              | Clement Dodd                                                                              | 1965           | Studio One       |
| Soul Rebels | The Wailers              | Lee "Scratch" Perry/Errol Thompson                                                        | December 1970  | Upsetter         |
| Soul Revolution | The Wailers              | Lee "Scratch" Perry/Carlton Lee & Errol Thompson                                          | 1971           | Upsetter         |
| Soul Revolution Part II | The Wailers              | Lee "Scratch" Perry/Carlton Lee & Errol Thompson                                          | 1971           | Upsetter         |
| The Best of the Wailers Spår: Soul Shakedown Party, Stop The Train, Caution, Soul Captive, Go Tell It On The Mountain, Can't You See, Soon Come, Cher Up, Back Out, Do It Twice, Soul Shake Down Party (version), Soon Come (version) | The Wailers              | Lesley Kong/Carlton Lee                                                                   | augusti 1971   | Beverley's       |
| Catch a Fire Silver (UK) | The Wailers              | Chris Blackwell & Bob Marley/ Carlton Lee, Stu Barrett, Tony Platt                        | 13 april 1973  | Island           |
| African Herbsman | Bob Marley & The Wailers | Lee "Scratch" Perry/Carlton Lee & Errol Thompson                                          | Juli 1973      | Trojan Records   |
| Burnin' Guld (USA), Silver (UK) | The Wailers              | Chris Blackwell & The Wailers/Tony Platt, Phil Brown                                      | 19 okt 1973    | Island           |
| Rasta Revolution | Bob Marley & The Wailers | Lee "Scratch" Perry & Bob Marley/Carlton Lee & Errol Thompson                             | 1974           | Trojan           |
| Natty Dread Guld (UK) | Bob Marley & The Wailers | Chris Blackwell & The Wailers/Syl Morris (Jam), Phil Ault & Sid Bucknor (UK)              | 25 okt 1974    | Island           |
| Rastaman Vibration Guld (USA), Guld (UK) | Bob Marley & The Wailers | Bob Marley & The Wailers/Syl Morris & Errol Thompson (Jam), Alex Sadkin & Jack Nuber (UK) | 30 april 1976  | Island           |
| Exodus Guld (USA) , Guld (Canada), Guld (UK) | Bob Marley & The Wailers | Bob Marley & The Wailers/Karl Pitterson                                                   | 3 juni 1977    | Island           |
| Kaya Guld (USA), Guld (UK) | Bob Marley & The Wailers | Bob Marley & The Wailers/Karl Pitterson, Alex Sadkin                                      | 23 mars 1978   | Island           |
| Survival Guld (Canada) | Bob Marley & The Wailers | Bob Marley & The Wailers och Alex Sadkin/Alex Sadkin                                      | 2 oktober 1979 | Island/Tuff Gong |
| Uprising Guld (USA) | Bob Marley & The Wailers | Bob Marley & The Wailers/Errol Brown                                                      | 10 juni 1980   | Island/Tuff Gong |
| Confrontation (postumt) Guld (US) | Bob Marley & The Wailers | Rita Marley, The Wailers & Errol Brown/Errol Brown                                        | 23 maj 1983    | Island/Tuff Gong |

### Officiella livealbum med Bob Marley & The Wailers
| Album                                                                        | Utgavs           | Skivmärke        |
| ---------------------------------------------------------------------------- | ---------------- | ---------------- |
| Live! (inspelad 19 juli 1975 på Lyceum Theatre i London (US Guld; UK Silver) | 5 december 1975  | Island/Tuff Gong |
| Babylon by Bus (inspelad 1978 under Kaya-turnén)                             | 10 november 1978 | Island/Tuff Gong |
| Talkin' Blues (inspelad 1973 och 1975, låtar och intervjuer med Marley)      | 4 februari 1991  | Island/Tuff Gong |
| Live at the Roxy (inspelad 1976 under Rastaman Vibration-turnén))            | 24 juni 2003     | Island/Tuff Gong |
| Live Forever: The Stanley Theatre, Pittsburgh, PA, September 23, 1980        | 1 feb 2011       | Island/Tuff Gong |

### Officiella samlingsalbum
| Album                                                             | Utgavs         | Skivmärke        |
| ----------------------------------------------------------------- | -------------- | ---------------- |
| Legend                                                            | 8 maj 1984     | Island/Tuff Gong |
| Rebel Music                                                       | 1986           | Island/Tuff Gong |
| Songs of Freedom                                                  | 6 oktober 1992 | Island/Tuff Gong |
| Natural Mystic: The Legend Lives On                               | 1995           | Island/Tuff Gong |
| One Love: The Very Best of Bob Marley & The Wailers               | 2001           | Island/Tuff Gong |
| Bob Marley and The Wailers: Trenchtown Rock (Anthology '69 - '78) | 2002           | Trojan Records   |
| Gold                                                              | 2005           | Island/Tuff Gong |
| Africa Unite: The Singles Collection                              | 2005           | Island/Tuff Gong |
| Legend (2 CD + 1 DVD)                                             | 2005           | Island/Tuff Gong |

#### Av familjen Marley godkända samlingsalbum
| Album  | Utgavs     | Skivmärke | Kommentar                                              |
| ------ | ---------- | --------- | ------------------------------------------------------ |
| Africa | 8 aug 1996 | Alex      | Japansk utgåva med nyare låtar, mixad av Osamu Shimoju |

#### Remixalbum
| Album                                          | Utgavs | Skivmärke      | Kommentar                                                                    |
| ---------------------------------------------- | ------ | -------------- | ---------------------------------------------------------------------------- |
| The Never Ending Wailers                       | 1993   | RAS, Tuff Gong |                                                                              |
| Dreams of Freedom: Ambient Translations in Dub | 1997   | Axiom          | Dub med Marleys men ej I-Threes röster borttagna                             |
| Chant Down Babylon                             | 1999   | Island         | Sålde guld i bl.a. Sverige, USA och Kanada                                   |
| Roots, Rock, Remixed                           | 2007   | Tuff Gong      | Låtar från 1968-1972 ommixade och "tvättade" av 2000-talets musikproducenter |
| B is for Bob                                   | 2009   | Tuff Gong      | Ziggy Marley och övriga familjen medverkar i nyversioner av vissa låtar      |
| In Dub, Vol. 1                                 | 2012   | Tuff Gong      |                                                                              |
| Legend: Remixed                                | 2013   | Tuff Gong      |                                                                              |

#### Övriga heltäckande samlingar
Reggae med Bob Marley innan kontraktet med Island Records
| Album                                                         | Utgavs | Skivmärke   |
| ------------------------------------------------------------- | ------ | ----------- |
| Chances Are ¹)                                                | 1981   | Wea         |
| The Complete Wailers 1967 - 1972, Pt. 1.                      | 1998   | Jad Records |
| The Complete Wailers 1967 - 1972, Pt. 2.                      | 1999   | Jad Records |
| The Complete Wailers 1967 - 1972, Box I, II and III (8 discs) | 1999   | Jad Records |
| The Complete Wailers 1967 - 1972, Pt. 3.                      | 1999   | Jad Records |

¹)LP-albumet Chances Are släpptes samma år som Marley avled, och innehåller åtta av de låtar som Johnny Nashs producenter Arthur Jenkins, Joe Venneri och Danny Sims spelade in 1968-1972 för att i enlighet med Marleys egna önskemål etablera honom som soulsångare i USA (se år 1968 ovan). Bob Marley och Larry Fallon står som producenter till denna LP från 1981, och det handlade således om tio år gamla masterband som någon i skivstudion i New York hittat, dammat av och arrangerat om. Låtarna på Chances Are är "Reggae On Broadway" (Bob Marley), "Gonna Get You" (Jimmy Norman & Al Pyform), "Chances Are" (Bob Marley), "Soul Rbel" (Bob Marley), "Dance Do The Reggae" (Bob Marley), "Mellow Mood" (Bob Marley, "Stay With Me" (Jimmy Norman & Al Pyform) , I'm Hurting Inside" (Bob Marley). Det är okänt om det finns fler låtar bevarade i New York

## Kända men inte officiellt lokaliserade låtar

### Bob Marley 1963-1980 eller The Wailers 1963-1973
- A Tost To The People
- African Federation
- Alienation
- Amlak Made Us All - Writing Demo
- Babylon Feel This One Redemption - (Bootleg)
- Back Againsed The Wall
- Black & White
- Call Me Dada
- Can't Take Your Slogans No More
- Come We Go Burn Down Babylon
- Dancin' On The One
- Don't Draft Me
- Every Day's Sutch A Lonely Day
- Fire Fire
- Gimmie Just Another Try
- I Have No Fear For That Day - Writing Demo
- I Love Music
- I'll Come Back In A Song
- I'm A Due
- I'm A Rastaman
- I'm Having A Real Good Time
- I'm Like A Wonded Lion In The Jungle
- Ire Riding
- Jah Made Her
- Jail Beaker - Writing Demo
- Jingling Keys
- Jump Them Out Of Babylon - Writing Demo
- Jungle Fever
- Lonely Girl
- Money Can't Buy Life - Lyrics without music
- Oneness
- Only Jah
- Place Of Peace - Writing Demo
- Pray!
- Pray For Me - Writing Demo
- Record A New Song - Writing Demo
- Reggae The Night Away
- Rescue Me
- Rootless in Babylon
- Rule This Land
- Shakeup
- Shoot Up The Town
- Shout Afic
- Sophisticated Psychedelication
- Stick Up
- The Lost Tribe (are leaving Babylon now)
- The World Is Changing → The World A Changin'
- Turn Over
- Vexation - Writing Demo
- We're All Alike
- World
- You Set You Up My Sun
- (Why Do My People Keep Spreading) Rumors